# یک خانواده معمولی
یک خانواده معمولی (انگلیسی: A Normal Family؛‏ کره‌ای: 보통의 가족) فیلمی درام محصول سال ۲۰۲۳ کره جنوبی به کارگردانی هور جین هو و نویسندگی پارک اون گیو و پارک جون سوک است. این فیلم، اقتباسی است از رمان شام نوشتهٔ هرمان کخ که در سال ۲۰۰۹ منتشر شد. این اثر چهارمین اقتباس سینمایی از این رمان پس از فیلم هلندی شام (۲۰۱۳)، فیلم ایتالیایی شام (۲۰۱۴) و فیلم آمریکایی شام (۲۰۱۷) به شمار می‌رود. در این فیلم سول کیونگ گو، جانگ دونگ گون، کیم هی ئه و کیم کلودیا به ایفای نقش پرداخته‌اند. داستان پیرامون دو خانوادهٔ ثروتمند می‌چرخد که برای صرف شام دور هم جمع می‌شوند تا دربارهٔ یک جرم خشونت‌آمیز که فرزندان‌شان مرتکب شده‌اند، گفت‌وگو و تصمیم‌گیری کنند.
این فیلم نخستین بار در جشنواره بین‌المللی فیلم تورنتو ۲۰۲۳ در ۱۴ سپتامبر ۲۰۲۳ به نمایش درآمد و در ۹ اکتبر ۲۰۲۴ در کره جنوبی اکران شد.

## بازیگران
- سول کیونگ گو در نقش یانگ جه وان[۸]
- جانگ دونگ گون در نقش یانگ جه گیو[۸]
- کیم هی ئه در نقش لی یون کیونگ[۸]
- کیم کلودیا در نقش جی سو[۸]
- هونگ یه جی در نقش هه یون[۹]
- کیم جونگ چول در نقش یانگ شی هو
- بیون جونگ هی در نقش مادر جه وان و جه گیو
- چوی ری در نقش سون جو
- یو سو بین در نقش هیونگ چول
- یو این سون در نقش پدر نا ره